# Pozemní hokej na Letních olympijských hrách 2012
Pozemní hokej na LOH 2012 v Londýně zahrnoval turnaj mužů i turnaj žen. Všechny zápasy obou turnajů se odehrály ve dnech 29. července až 11. srpna 2012 na stadionu Riverbank arena v Olympijském parku v Londýně.

## Program soutěží
Obou turnajů se zúčastnilo 12 mužstev, která byla rozdělena do 2 šestičlenných skupin, ve kterých se hrálo stylem jeden zápas každý s každým a poté 2 nejlepší týmy z každé skupiny postoupily do semifinále. Vítězové semifinále poté hráli finále a poražení hráli zápas o 3. místo.

## Turnaj mužů
| Zlato   | Německo (GER)    |
| Stříbro | Nizozemsko (NED) |
| Bronz   | Austrálie (AUS)  |

### Skupina A
- 30. července
- Austrálie – Jihoafrická republika 6:0
- Španělsko – Pákistán 1:1
- Velká Británie – Argentina 4:1
- 1. srpna
- Španělsko – Austrálie 0:5
- Jihoafrická republika – Velká Británie 2:2
- Pákistán – Argentina 2:0
- 3. srpna
- Austrálie – Argentina 2:2
- Velká Británie – Pákistán 4:1
- Jihoafrická republika – Španělsko 2:3
- 5. srpna
- Pákistán – Jihoafrická republika 5:4
- Velká Británie – Austrálie 3:3
- Argentina – Španělsko 1:3
- 7. srpna
- Austrálie – Pákistán 7:0
- Argentina – Jihoafrická republika 6:3
- Španělsko – Velká Británie 1:1

| Poř. | Tým                   | Z | V | R | P | VG | OG | B  |
| ---- | --------------------- | - | - | - | - | -- | -- | -- |
| 1.   | Austrálie             | 5 | 3 | 2 | 0 | 23 | 5  | 11 |
| 2.   | Velká Británie        | 5 | 2 | 3 | 0 | 14 | 8  | 9  |
| 3.   | Španělsko             | 5 | 2 | 2 | 1 | 8  | 10 | 8  |
| 4.   | Pákistán              | 5 | 2 | 1 | 2 | 9  | 16 | 7  |
| 5.   | Argentina             | 5 | 1 | 1 | 3 | 10 | 14 | 4  |
| 6.   | Jihoafrická republika | 5 | 0 | 1 | 4 | 11 | 22 | 1  |

### Skupina B
- 30. července
- Jižní Korea – Nový Zéland 2:0
- Nizozemsko – Indie 3:2
- Německo – Belgie 2:1
- 1. srpna
- Belgie – Nizozemsko 1:3
- Nový Zéland – Indie 3:1
- Jižní Korea – Německo 0:1
- 3. srpna
- Nizozemsko – Nový Zéland 5:1
- Německo – Indie 5:2
- Belgie – Jižní Korea 2:1
- 5. srpna
- Nový Zéland – Belgie 1:1
- Indie – Jižní Korea 1:4
- Nizozemsko – Německo 3:1
- 7. srpna
- Jižní Korea – Nizozemsko 2:4
- Indie – Belgie 0:3
- Německo – Nový Zéland 5:5

| Poř. | Tým         | Z | V | R | P | VG | OG | B  |
| ---- | ----------- | - | - | - | - | -- | -- | -- |
| 1.   | Nizozemsko  | 5 | 5 | 0 | 0 | 18 | 7  | 15 |
| 2.   | Německo     | 5 | 3 | 1 | 1 | 14 | 11 | 10 |
| 3.   | Belgie      | 5 | 2 | 1 | 2 | 8  | 7  | 7  |
| 4.   | Jižní Korea | 5 | 2 | 0 | 3 | 9  | 8  | 6  |
| 5.   | Nový Zéland | 5 | 1 | 2 | 2 | 10 | 14 | 5  |
| 6.   | Indie       | 5 | 0 | 0 | 5 | 6  | 18 | 0  |

### Zápas o 11. místo
- 11. srpna
- Jihoafrická republika – Indie 3:2

### Zápas o 9. místo
- 9. srpna
- Argentina – Nový Zéland 1:3

### Zápas o 7. místo
- 9. srpna
- Pákistán – Jižní Korea 3:2

### Zápas o 5. místo
- 11. srpna
- Španělsko – Belgie 2:5

### Zápasy o medaile
9. srpna se odehrály oba semifinálové zápasy a 11. srpna se odehrál zápas o 3. místo a finále.
|  | Semifinále | Semifinále     | Semifinále |  |  | Finále     | Finále         | Finále     |
|  |            |                |            |  |  |            |                |            |
|  | 1.A        | Austrálie      | 2          |  |  |            |                |            |
|  | 2.B        | Německo        | 4          |  |  |            |                |            |
|  |            |                |            |  |  | 2.B        | Německo        | 2          |
|  |            |                |            |  |  | 1.B        | Nizozemsko     | 1          |
|  | 1.B        | Nizozemsko     | 9          |  |  |            |                |            |
|  | 2.A        | Velká Británie | 2          |  |  | O 3. místo | O 3. místo     | O 3. místo |
|  |            |                |            |  |  | 1.A        | Austrálie      | 3          |
|  |            |                |            |  |  | 2.A        | Velká Británie | 1          |

### Medailisté
| Zlato | Stříbro | Bronz |
| --- | --- | --- |
| Německo | Nizozemsko | Austrálie |
| Maximilian Müller Martin Häner Oskar Deecke Christopher Wesley Moritz Fürste Tobias Hauke Jan-Philipp Rabente Benjamin Wess Timo Wess Oliver Korn Christopher Zeller Max Weinhold Matthias Witthaus Florian Fuchs Philipp Zeller Thilo Stralkowski Linus Butt Nicolas Jacobi Trenér: Markus Weise | Jaap Stockmann Tim Jenniskens Klaas Vermeulen Marcel Balkestein Wouter Jolie Billy Bakker Roderick Weusthof Robbert Kempermann Sander Baart Teun de Nooijer Floris Evers Bob de Voogd Sander de Wijn Rogier Hofman Robert van der Horst Valentin Verga Mink van der Weerden Pirmin Blaak Trenér: Paul van Ass | Jamie Dwyer Liam de Young Simon Orchard Glenn Turner Chris Ciriello Matthew Butturini Mark Knowles Russell Ford Eddie Ockenden Joel Carroll Matthew Gohdes Tim Deavin Matthew Swann Nathan Burgers Kieran Govers Fergus Kavanagh Kiel Brown Andrew Charter Trenér: Ric Charlesworth |

## Turnaj žen

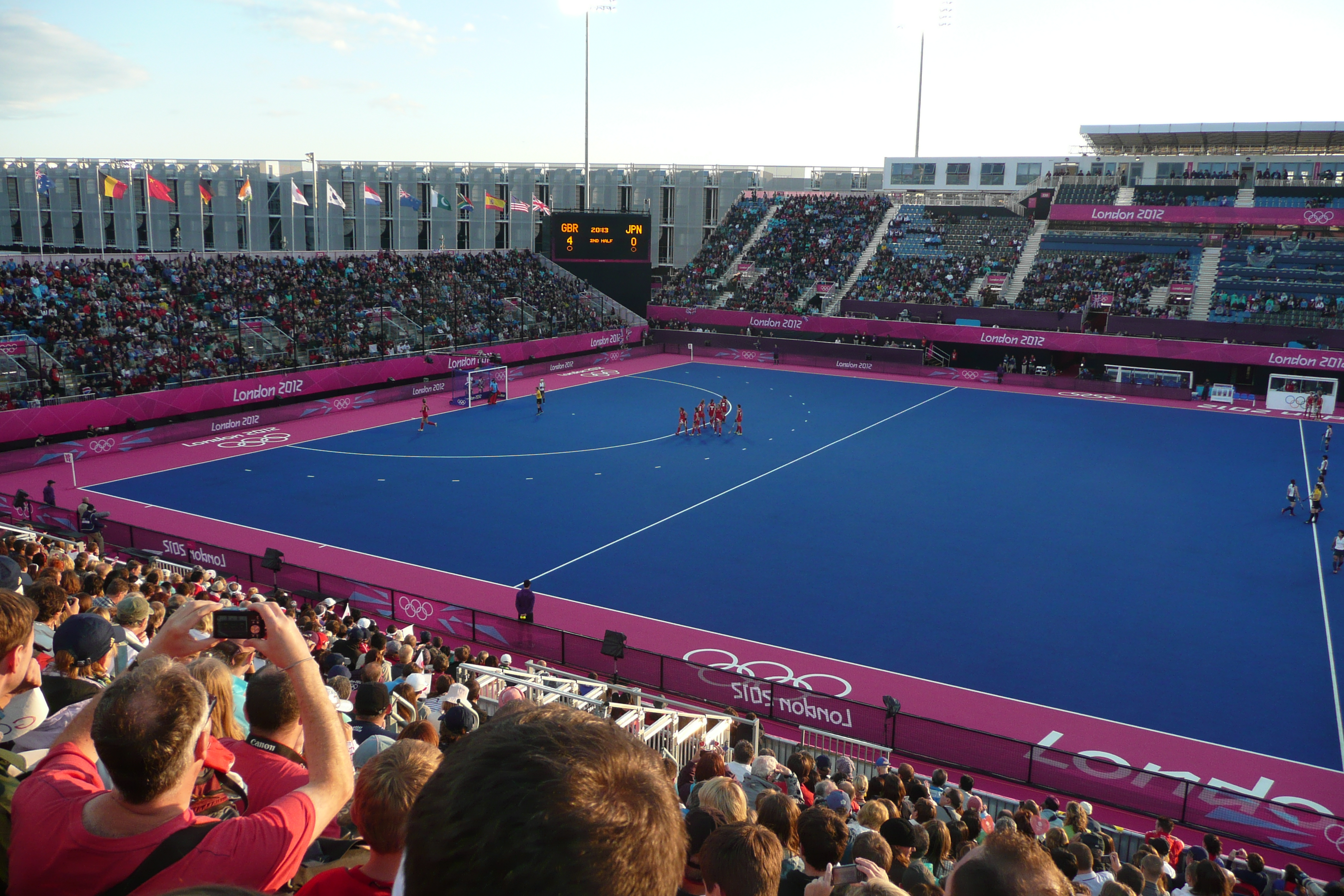
Zápas Velká Británie Japonsko

| Zlato   | Nizozemsko (NED)     |
| Stříbro | Argentina (ARG)      |
| Bronz   | Velká Británie (GBR) |

### Skupina A
- 29. července
- Nizozemsko – Belgie 3:0
- Čína – Jižní Korea 4:0
- Velká Británie – Japonsko 4:0
- 31. července
- Nizozemsko – Japonsko 3:2
- Belgie – Čína 0:0
- Velká Británie – Jižní Korea 5:3
- 2. srpna
- Jižní Korea – Japonsko 1:0
- Čína – Nizozemsko 0:1
- Belgie – Velká Británie 0:3
- 4. srpna
- Nizozemsko – Jižní Korea 3:2
- Japonsko – Belgie 1:1
- Čína – Velká Británie 2:1
- 6. srpna
- Japonsko – Čína 1:0
- Jižní Korea – Belgie 3:1
- Velká Británie – Nizozemsko 1:2

| Poř. | Tým            | Z | V | R | P | VG | OG | B  |
| ---- | -------------- | - | - | - | - | -- | -- | -- |
| 1.   | Nizozemsko     | 5 | 5 | 0 | 0 | 12 | 5  | 15 |
| 2.   | Velká Británie | 5 | 3 | 0 | 2 | 14 | 7  | 9  |
| 3.   | Čína           | 5 | 2 | 1 | 2 | 6  | 3  | 7  |
| 4.   | Jižní Korea    | 5 | 2 | 0 | 3 | 9  | 13 | 6  |
| 5.   | Japonsko       | 5 | 1 | 1 | 3 | 4  | 9  | 4  |
| 6.   | Belgie         | 5 | 0 | 2 | 3 | 2  | 10 | 2  |

### Skupina B
- 29. července
- Nový Zéland – Austrálie 1:0
- Argentina – Jihoafrická republika 7:1
- Německo – USA 2:1
- 31. července
- Jihoafrická republika – Nový Zéland 1:4
- Argentina – USA 0:1
- Německo – Austrálie 1:3
- 2. srpna
- Austrálie – USA 1:0
- Jihoafrická republika – Německo 0:2
- Nový Zéland – Argentina 1:2
- 4. srpna
- Austrálie – Jihoafrická republika 1:0
- USA – Nový Zéland 2:3
- Německo – Argentina 1:3
- 6. srpna
- Nový Zéland – Německo 0:0
- USA – Jihoafrická republika 0:7
- Argentina – Austrálie 0:0

| Poř. | Tým                   | Z | V | R | P | VG | OG | B  |
| ---- | --------------------- | - | - | - | - | -- | -- | -- |
| 1.   | Argentina             | 5 | 3 | 1 | 1 | 12 | 4  | 10 |
| 2.   | Nový Zéland           | 5 | 3 | 1 | 1 | 9  | 5  | 10 |
| 3.   | Austrálie             | 5 | 3 | 1 | 1 | 5  | 2  | 10 |
| 4.   | Německo               | 5 | 2 | 1 | 2 | 6  | 7  | 7  |
| 5.   | Jihoafrická republika | 5 | 1 | 0 | 4 | 9  | 14 | 3  |
| 6.   | USA                   | 5 | 1 | 0 | 4 | 4  | 13 | 3  |

- Při rovnosti bodů rozhodovaly o pořadí vzájemné zápasy.

### Zápas o 11. místo
- 10. srpna
- Belgie – USA 2:1

### Zápas o 9. místo
- 8. srpna
- Japonsko – Jihoafrická republika 2:1 po prodloužení

### Zápas o 7. místo
- 8. srpna
- Jižní Korea – Německo 1:4

### Zápas o 5. místo
- 10. srpna
- Čína – Austrálie 0:2

### Zápasy o medaile
8. srpna se odehrály oba semifinálové zápasy a 10. srpna se odehrál zápas o 3. místo a finále.
|  | Semifinále | Semifinále     | Semifinále |  |  | Finále     | Finále         | Finále     |
|  |            |                |            |  |  |            |                |            |
|  | 1.A        | Nizozemsko     | 2(3)       |  |  |            |                |            |
|  | 2.B        | Nový Zéland    | 2(1)       |  |  |            |                |            |
|  |            |                |            |  |  | 1.A        | Nizozemsko     | 2          |
|  |            |                |            |  |  | 1.B        | Argentina      | 0          |
|  | 1.B        | Argentina      | 2          |  |  |            |                |            |
|  | 2.A        | Velká Británie | 1          |  |  | O 3. místo | O 3. místo     | O 3. místo |
|  |            |                |            |  |  | 2.B        | Nový Zéland    | 1          |
|  |            |                |            |  |  | 2.A        | Velká Británie | 3          |

### Medailistky
| Zlato | Stříbro | Bronz |
| --- | --- | --- |
| Nizozemsko | Argentina | Velká Británie |
| Joyce Sombroek Kitty van Male Carlien Dirkse van den Heuvel Kelly Jonker Maartje Goderie Lidewij Weltenová Caia van Maasakker Maartje Paumenová Naomi van Asová Ellen Hoogová Sophie Polkamp Kim Lammers Eva de Goede Marilyn Agliotti Merel de Blaeij Margot van Geffen Floortje Engels Marieke Veenhoven-Mattheussens Trenér: Maximiliano Caldas | Laura del Colle Rosario Luchetti Macarena Rodríguez Martina Cavallero Luciana Aymarová Carla Rebecchi Delfina Merino Florencia Habif Rocío Sánchez Moccia Daniela Sruoga Sofía Maccari Mariela Scarone Silvina D'Elía Noel Barrionuevo Josefina Sruoga Florencia Mutio Julieta Franco Carla Dupuy Trenér: Carlos Retegui | Beth Storry Emily Maguire Laura Unsworth Crista Cullen Hannah Macleod Anne Panter Helen Richardson Kate Walsh Chloe Rogers Laura Bartlett Alex Danson Georgie Twigg Ashleigh Ball Sally Walton Nicola White Sarah Thomas Natalie Seymour Abi Walker Trenér: Danny Kerry |